# Sasha Meneghel

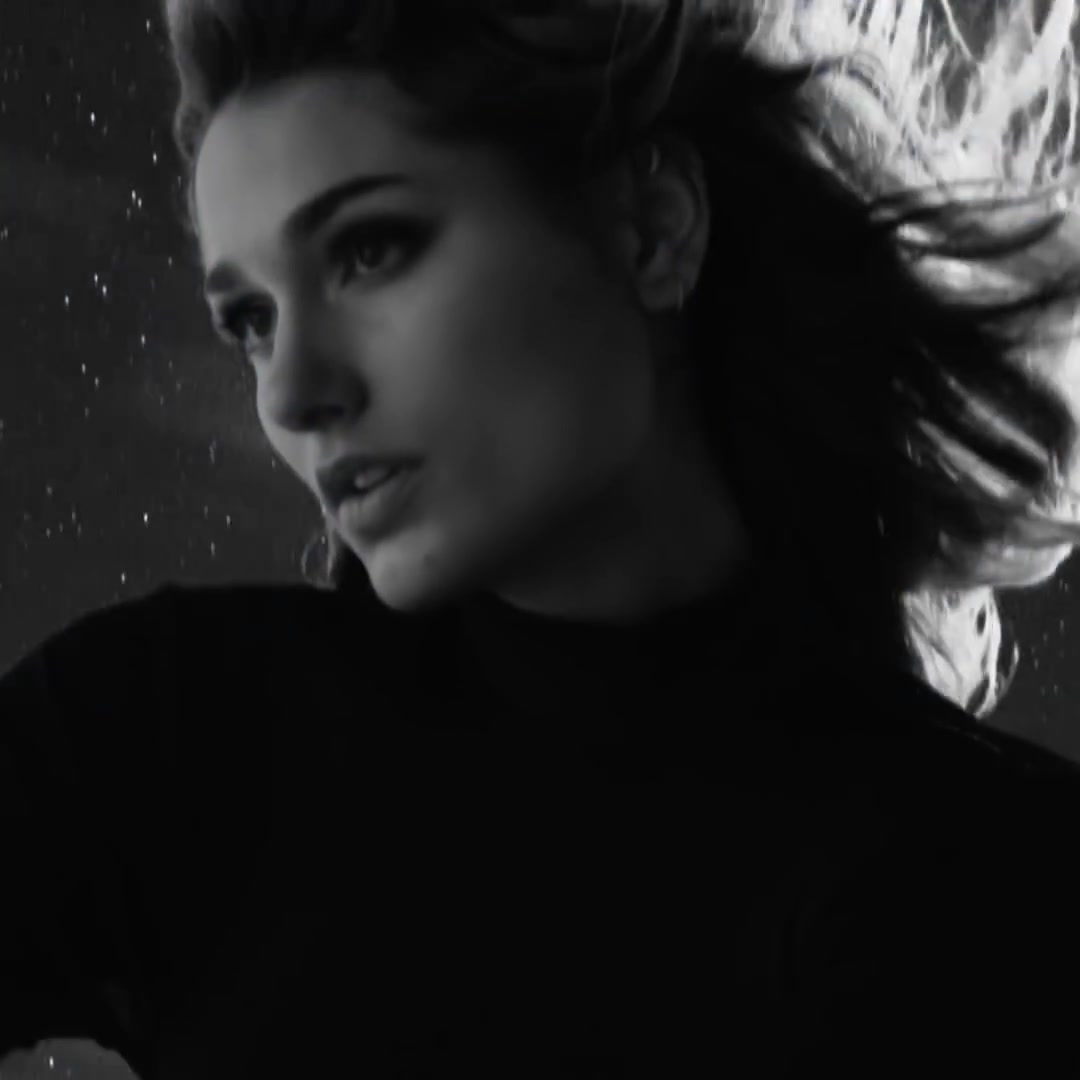
Sasha Meneghel (2019)

Sasha Meneghel Szafir (sinh ngày 28 tháng 7 năm 1998) là một nữ người mẫu Brazil. Cô là con gái của Xuxa Meneghel và Luciano Szafir.

## Tiểu sử
Meneghel được sinh ra ở thành phố Rio de Janeiro. Cô là con gái duy nhất của người dẫn chương trình truyền hình, nữ ca sĩ và nữ doanh nhân Xuxa Meneghel và chồng là Luciano Szafir.
Sasha Meneghel đã lớn lên trong ánh đèn sân khấu, cô có những phút đầu đời được truyền hình với chương trình tin tức nguyên thủy của Rede Globo, Jornal Nacional tại Brazil. Sự ra đời của Sasha Meneghel đã trở thành tin tức được thông tin nhiều nhất trong lịch sử Brazil, theo tạp chí Veja bình luận.
Meneghel đã xuất hiện trong các chương trình do mẹ cô làm người dẫn chương trình, bao gồm cả chương trình Xuxa só para Baixinhos. Năm 2009, cô đã đóng vai chính trong bộ phim điện ảnh đầu tiên của mình trong Xuxa em O Mistério de Feiurinha, do Tizuka Yamasaki làm đạo diễn.
Meneghel cũng là một vận động viên bóng chuyền cho đội Clube de Regatas do Flamengo. Năm 2011, Sasha Meneghel được CBV (Liên đoàn bóng chuyền Brazil) mời tham gia một thời gian tập luyện bóng chuyền với đội tuyển quốc gia Brazil Sub-19.

## Đời tư
Vào năm 2016, Meneghel đã học xong trung học tại Trường Mỹ ở Rio de Janeiro, và sau đó chuyển đến New York, và bắt đầu theo học tại Trường Thiết kế Parsons.